# Christian Cappek
Christian Cappek (* 25. Juli 1990 in Augsburg) ist ein ehemaliger deutscher Fußballspieler. Der Mittelstürmer stand zuletzt beim SV Wehen Wiesbaden unter Vertrag.

## Karriere
Cappek spielte von seinem vierten bis zum elften Lebensjahr beim SV Mering. Danach spielte er zwei Jahre für den FC Augsburg und anschließend fünf Jahre für den TSV 1860 München. Seine Karriere im Erwachsenenbereich begann bei Wacker Burghausen, wo er von 2008 bis 2011 unter Vertrag stand und regelmäßig zum Einsatz kam. Ab 2011 spielte Cappek für den Zweitligisten FC Erzgebirge Aue. Am 30. November 2012 wurde sein Vertrag dort vorzeitig in beiderseitigem Einvernehmen aufgelöst. Ende Januar 2013 unterschrieb Cappek einen Vertrag bis zum Saisonende 2012/13 beim Regionalligisten FC Augsburg II und kehrte somit in seine Geburtsstadt zurück. Nach einem halben Jahr verließ er den Verein wieder und schloss sich Kickers Offenbach an. Mit den Offenbachern wurde er 2014/15 Regionalligameister und scheiterte in den Aufstiegsspielen zur 3. Liga am 1. FC Magdeburg. In der Sommerpause zur Saison 2015/16 vollzog Cappek einen Vereinswechsel zum Chemnitzer FC in die 3. Liga. Nach lediglich elf Einsätzen ohne Torerfolg wechselte er zum 1. Januar 2016 zum Ligakonkurrenten SV Wehen Wiesbaden.
Nachdem er sich im März 2017 zum dritten Mal einer Operation der Patellasehne im linken Knie unterziehen musste, gab er das Ende seiner Laufbahn bekannt. In der Saison 2016/17 war er nicht mehr zum Einsatz gekommen. Von 2017 bis 2019 war Cappek Cotrainer und Teammanager bei seinem Heimatverein SV Mering. Gleichzeitig absolvierte er eine Umschulung zum Industriekaufmann beim Sportbekleidungshersteller Schöffel in Schwabmünchen und ein duales Studium an der IST-Hochschule für Management.